# Multi-domain Vertical Alignment

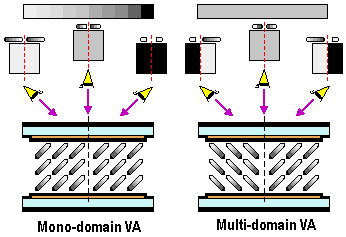
Multi-domain Vertical Alignment

Multi-domain Vertical Alignment (MVA, vícedoménové vertikální zarovnání) je typem VA technologie, která se používá v LCD displejích. Byla vyvinuta v roce 1998 společností Fujitsu. U MVA displejů je počáteční směr přepínání molekul kapalných krystalů předem definován pomocí výstupků. Tyto výstupky se nacházejí na rozhraní mezi orientační vrstvou a vrstvou kapalných krystalů. Každý pixel se skládá ze tří subpixelů, jeden pro každou ze základních barev, které lze míchat. Každý z těchto subpixelů je dále rozdělen na dvě nebo čtyři menší subbuňky, které definují různé směry přepínání. Tyto podstruktury s různými směry přepínání molekul kapalných krystalů zlepšují závislost pozorovacích úhlů. 

## Princip fungování
V nepřítomnosti napětí mezi elektrodami LCD buňky jsou všechny molekuly kapalných krystalů orientovány vertikálně, takže neovlivňují rovinu polarizace procházejícího světla. Světlo, které prochází dvěma křížově uspořádanými polarizátory, je zcela pohlceno druhým polarizátorem. Díky tomu je buňka v zavřeném stavu.
Při aplikaci napětí na elektrody, umístěné nad a pod buňkou, se molekuly kapalných krystalů pootočí o 90° a zarovnají se kolmo k liniím elektrického pole. Světlo, které projde touto strukturou, změní rovinu polarizace o 90° a následně volně prochází výstupním polarizátorem. Tímto se buňka přepne do otevřeného stavu.